# 東京学芸大学附属特別支援学校
東京学芸大学附属特別支援学校（とうきょうがくげいだいがくふぞくとくべつしえんがっこう）は、東京都東久留米市氷川台にある東京学芸大学附属の国立特別支援学校。設置者は国立大学法人東京学芸大学。

## 概要
歴史
1954年（昭和29年）に東京学芸大学附属新設中学校に設置された特殊学級「若竹学級」を前身とする。1960年（昭和35年）に「東京学芸大学附属養護学校」として独立した。数回の改称を経て、2007年（平成19年）に現校名となった。校舎は当初、竹早（文京区小石川）にあったが、1966年（昭和41年）に東久留米市の現校地に移転した。2014年（平成26年）に創立60周年を迎える。
設置目的
教員養成を主目的とする東京学芸大学の付属機関であることから、生涯教育の観点からの知的障害児の教育を行うにとどまらず、同大学障害児教育学科および附属特殊教育研究施設とともに研究を行うとともに、その研究、実践および実習の場を学内外に提供することを目的としている。
教育目標
「子ども一人一人が、自立と社会参加をめざして、その個性・能力を調和的に高めていくための主体的な行動力を身につける」
校章
1969年（昭和44年）に創立15周年を記念して校章とともに制定された。創立時の名称「若竹学級」にちなんで、伸びる若竹の絵（上矢印（↑）の形）を円で囲んだものとなっている。
校歌
1969年（昭和44年）に創立15周年を記念して校旗とともに制定された。作詞は川口廷、作曲は中田喜直による。歌詞は3番まであり、校名は歌詞中に登場しないが、1番に学校を象徴する「若竹」という言葉が登場する。
設置学部
- 幼稚部
- 小学部
- 中学部
- 高等部

相談部
教育、研究の成果を地域および社会に還元、貢献するため、東京学芸大学の教員の協力の下、「相談部」を設置している。保護者向けには発育、学習、生活設計等の「発達障害相談」、外部の教員等には教育支援方法、学内支援体制構築といった「特別支援教育相談」を提供している。
同窓会
「若竹会」と称している。

## 沿革
- 1953年（昭和28年）9月5日 - 特殊学級開設準備委員会が発足。
- 1954年（昭和29年）
  - 4月1日 - 「東京学芸大学附属竹早中学校特殊学級」の設置が認可される。
  - 4月15日 - 特殊学級の名称が「若竹学級」に決定。
  - 6月15日 - 第1回入学式（男子7名・女子10名・計10名）を挙行。
- 1959年（昭和34年）6月 - 同窓会「若竹会」が発足。
- 1960年（昭和35年）4月1日 - 附属竹早中学校から分離し、「東京学芸大学附属養護学校」（小学部・中学部）として独立。
- 1962年（昭和37年）4月1日 - 高等部を設置。
- 1966年（昭和41年）
  - 4月1日 - 「東京学芸大学教育学部附属養護学校」に改称。高等部本科制が認可される。
  - 6月8日 - 東久留米（現在地）に新校舎が完成し、移転を完了。
- 1967年（昭和42年）3月6日 - プールが完成。
- 1969年（昭和44年）11月28日 - 創立15周年を記念して、校旗と校歌を制定。
- 1971年（昭和46年）3月6日 - 新作業棟が完成。
- 1972年（昭和47年）7月25日 - グラウンドを拡張。
- 1975年（昭和50年）4月1日 - 幼稚部を設置。
- 1976年（昭和51年）5月24日 - 第二グラウンドが完成。
- 1977年（昭和52年）5月2日 - 幼稚部棟が完成。
- 1978年（昭和53年）7月 - 卒業生とその保護者が「若竹共助会」を設立。
- 1981年（昭和56年）5月 - 若竹会と若竹共助会を発展的に統合し「若竹会」とする。
- 1990年（平成2年）4月26日 - グラウンドにアスレチック遊具が完成。
- 1993年（平成5年）4月28日 - 日常生活訓練棟が完成。
- 2002年（平成14年）2月 - 日常生活訓練棟をレインボーハウスに改称。
- 2004年（平成16年）
  - 3月31日 - 校舎の大規模改修が完了。ランチルームを増設。
  - 4月1日 - 国立大学法人「東京学芸大学附属養護学校」に改称。2学期制を開始。
- 2007年（平成19年）4月1日 - 国立大学法人「東京学芸大学附属特別支援学校」に改称。
- 2008年（平成20年）12月22日 - 若竹会（同窓会）により、生涯発達支援施設「若竹会館」が完成。